# Cisne-negro

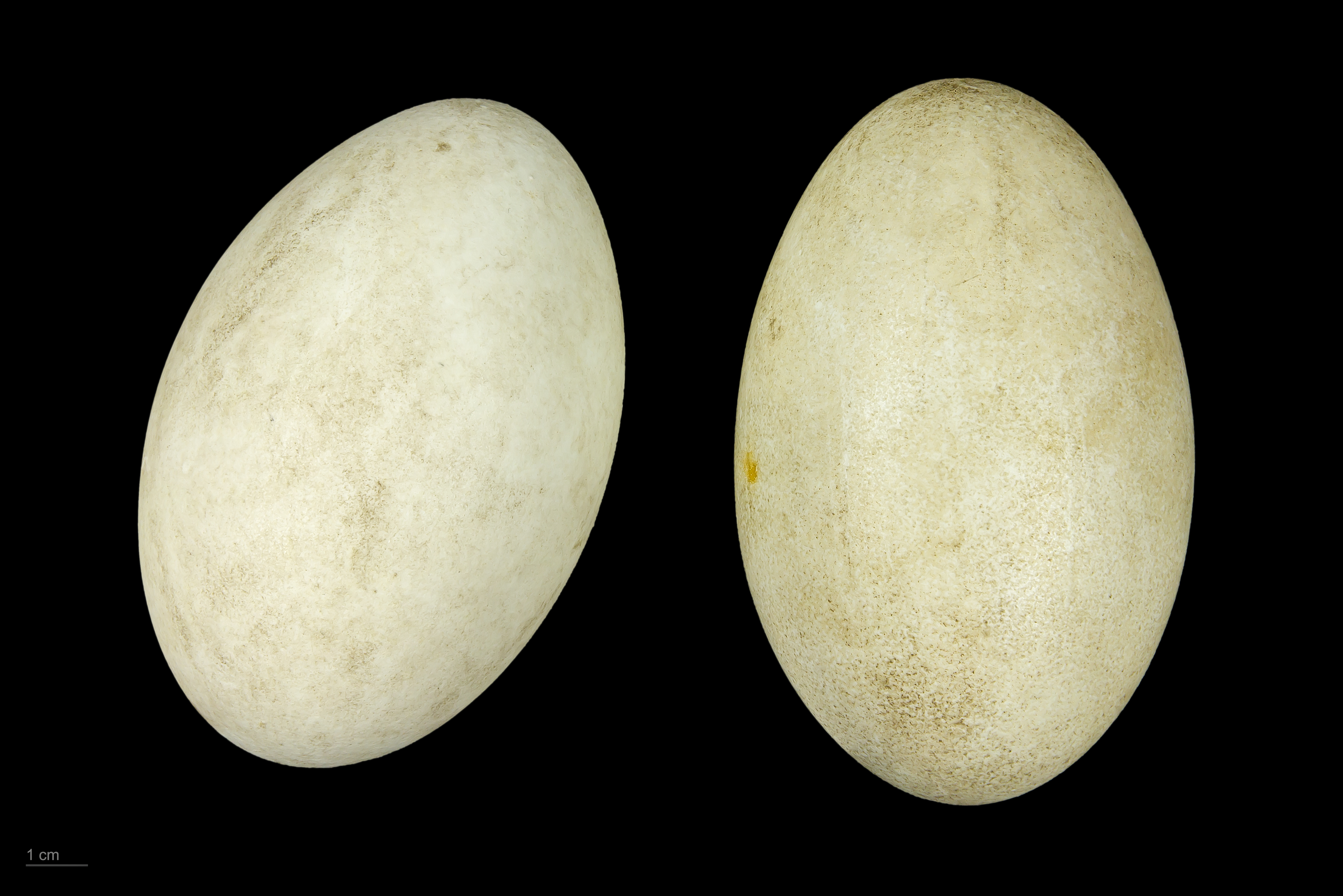
Cygnus atratus - MHNT

O cisne-negro ou cisne-preto (Cygnus atratus) é uma ave aquática australiana, pertencente à família Anatidae, a mesma família dos patos, gansos, e demais cisnes.
Podem-se encontrar em todos os estados da Austrália, sendo a ave oficial do estado da Austrália Ocidental. Na Europa, foi introduzida acidentalmente e tem populações autossuficientes na Grã-Bretanha, Islândia, Polónia e Países Baixos. O animal adulto pode pesar até 9 kg. Ao contrário de muitas outras aves aquáticas, os cisnes negros não têm hábitos migratórios. Passam a sua vida no local onde nasceram.

## Hábitos
Nidificam em grandes aterros que constroem, no meio de lagos pouco profundos. Os ninhos são utilizados de ano para ano, reparando-se e reconstruindo-se quando necessário. O ninho está tanto ao cuidado do macho quanto ao cuidado da fêmea. Quando as crias já estão aptas para nadar, com a sua plumagem definitiva, é comum ver famílias inteiras em busca de alimento nos lagos.